# Unsterbliche Geliebte (Film)
Unsterbliche Geliebte ist ein 1950 nach einer Novelle von Theodor Storm gedrehter deutscher Spielfilm mit Kristina Söderbaum und Hans Holt in den Hauptrollen. Regie führte Söderbaums Ehemann Veit Harlan, dessen erste Nachkriegsinszenierung dies war. Gegen diese Rückkehr des Jud-Süß-Regisseurs formierte sich massiver Protest.

## Handlung
Auf einem Hamburger Hotelschiff findet ein Sommerfest statt. Geladen ist auch Dr. Talma. Bei dieser Veranstaltung begegnet der Mann der jungen Angelika von Hollstein. Das Gesicht dieser Frau erinnert Talma an ein Gemälde mit dem Porträt einer Dame, das er unlängst einem Auktionshaus zur Versteigerung übergeben hatte. Angelika kann sich diese Koinzidenz nicht erklären, und so spüren beide dem Geheimnis dieses mysteriösen Bildes nach. Ihre Spur führt auf die Hallig Oland in Schleswig-Holstein. Hier erfahren sie mehr von der abgebildeten jungen Frau, die Katharina von Hollstein hieß und offensichtlich eine Vorfahrin Angelikas war.
Rückblende ins 18. Jahrhundert: Katharina und der begabte junge Maler Johannes erlebten einst eine Jugendliebe, die jedoch von Katharinas Bruder Wulf jäh gestört wurde. Um den väterlichen Besitz vor dem drohenden Ruin zu retten, verlangt er, dass seine Schwester den Gutsnachbarn von der Risch, einen stocksteifen Junker, ehelicht. Johannes ist in der Zwischenzeit nach Paris abgereist, um dort seine Malstudien zu vervollkommnen. Währenddessen stirbt der alte Graf Hollstein, einst wichtigster Förderer von Johannes, an einem Schlaganfall. Johannes kehrt bald zurück und stellt zu seiner großen Freude fest, dass Katharina ihm die Treue gehalten und dem Drängen ihres Bruders wie auch dem Heiratsantrag des Junkers von der Risch widerstanden hat. Doch der jähzornige und gewalttätige Wulf hat noch längst nicht aufgegeben und macht seiner Schwester seitdem das Leben zur Hölle. Um Katharina aus der Schusslinie Wulfs zu ziehen, schickt Johannes seine Geliebte mit einem Brief zu einer Äbtissin, der Schwester des toten Grafen, nach Itzehoe. Dort soll die gehetzte junge Frau zur Ruhe kommen und solange warten, bis Johannes sie endlich zu seiner Ehefrau nehmen kann.
Auf dem Rückweg gerät Johannes in eine Waldschenke, wo er auf den zornentbrannten Wulf stößt. Auch der hemmungslos betrunkene von der Risch ist anwesend. Wulf von Hollstein hetzt schließlich seine scharfen Hunde auf Johannes, sodass dieser fliehen muss. Mit Müh’ und Not findet er Unterschlupf in Katharinas Zimmer auf dem gräflichen Schloss. Auch seine Katharina ist wieder zurück, und es kommt zu einer Liebesnacht. Am nächsten Morgen hält Johannes, in der Hoffnung, dass sich Wulf wieder beruhigt hat, bei ihrem Bruder um Katharinas Hand an. Doch dessen Hass auf den sanften Maler ist noch immer grenzenlos, und so schießt er Johannes einfach nieder. Um seine ruchlose Tat zu vertuschen, schleppt er den Verwundeten kurzerhand in das Häuschen eines Waldhüters. Wieder genesen, versucht Johannes erneut, zu seiner geliebten Katharina Kontakt aufzubauen. Sie reagiert nicht, denn seine Briefe an sie werden abgefangen und nicht weitergeleitet. Johannes glaubt daraufhin, dass sich Katharina dem Willen ihres Bruders gebeugt hat und kehrt enttäuscht nach Paris zurück.
Katharina wiederum nimmt an, dass ihr unsterblicher Geliebter nun doch tot ist und gibt sich, um weiteren Gewalttätigkeiten Wulfs aus dem Wege zu gehen, in die Obhut des Pfarrers Georg Bonnix. Dieser hat sein Domizil im schleswig-holsteinischen Nirgendwo, auf der Halliginsel Oland. Von der einzigen Liebesnacht mit Johannes unter dramatischen Umständen auf Schloss Hollstein ist Katharina prompt schwanger geworden. Kurz vor ihrer Niederkunft ehelicht sie der Pfarrer, um die junge Frau nicht im „Zustand der Sünde“ Mutter werden zu lassen. Eines Tages kehrt Johannes wieder in seine alte Heimat zurück, getrieben von der Sehnsucht nach seiner großen und nicht enden wollenden Liebe zu Katharina. Er weiß nicht, wo er nach ihr suchen soll, sie ist verschwunden. Der Zufall will es, dass Johannes den Auftrag erhält, ein Porträt von Pfarrer Bonnix anzufertigen. Er sieht einen vierjährigen Knaben beim Pfarrhaus und meint sofort, in dessen Augen die der unsterblichen Geliebten, seiner Katharina, zu erkennen. Ihr ergeht es nicht viel anders, als sie das noch unfertige Porträt ihres Gatten sieht. Der Strich, die Farbgebung – alles atmet förmlich die Kunst des totgeglaubten Malerfreundes.
Der Pfarrer, von dieser Entwicklung alles andere als erfreut, fordert daraufhin Johannes auf, schnellstmöglich wieder abzureisen. Dann sieht Johannes Katharina mit dem Kind, seinem Sohn, im Garten spielen. Auch Katharina erblickt den Vater ihres Kindes, ist aber derart von ihren Gefühlen übermannt, dass sie in Gegenwart des Vierjährigen nicht mit Johannes sprechen möchte. Und so begeben sich beide Liebenden in die kleine Kirche auf der Hallig, um sich endlich auszusprechen. Da schlägt das Schicksal erbarmungslos zu: In einem Moment des Unbeaufsichtigtseins ist der kleine Junge zu nah ans Wasser gegangen und dabei ertrunken. Johannes, zutiefst von seiner Schuld am Tode seines Knaben überzeugt, bittet Pfarrer Bonnix, den toten, aufgebahrten Jungen malen zu dürfen. Statt seines Namens versieht er das Bild mit den Versalien C.P.A.S. (Culpa patris aquis submersus) – „durch die Schuld des Vaters im Wasser ertrunken“. Dann verlässt Johannes die unheilvolle Stätte. Doch schließlich findet das tragische Liebespaar, nachdem der Pfarrer seine Frau freigegeben hat, für immer zusammen.

## Produktionsnotizen
Unsterbliche Geliebte war nach Immensee und Der Puppenspieler bereits die dritte Verfilmung einer Vorlage Theodor Storms, die sich Regisseur Harlan in seiner Funktion als Regisseur bzw. Drehbuchautor vornahm. Sie ist eine freie Adaption von Storms Novelle Aquis submersus. Erst nach seinem zweiten Freispruch vom Vorwurf eines „Verbrechens gegen die Menschlichkeit“ am 29. April 1950 ergab sich für den Jud Süß-Schöpfer Harlan wieder die Möglichkeit, als Filmregisseur zu arbeiten. Siehe zu diesem Komplex auch: Lüth-Urteil.
Gedreht wurde der Film in der zweiten Jahreshälfte 1950 im Filmatelier Göttingen sowie auf der Hallig Oland und in Itzehoe. Tilo von Berlepsch, Darsteller des Johannes-Konkurrenten von der Risch, ermöglichte Harlans Filmteam, die Schlossszenen auf dem Stammsitz seiner Ahnen Schloss Berlepsch drehen.
Der Film passierte die FSK-Prüfung am 4. Januar 1951. Die Uraufführung fand, um Demonstrationsaufmärschen vehementer Harlan-Kritiker in den Metropolen aus dem Wege zu gehen, am 31. Januar 1951 in Herford statt. Einen Tag darauf wurde der Streifen in drei ebenfalls eher kleinen bundesrepublikanischen Städten vorgeführt: in Göttingen, Erlangen und Bad Oeynhausen. Mehrfach musste Polizei aufgeboten werden, um eine Vorführung des Filmes ungestört durchführen zu lassen.
Produzent Hans Domnick hatte auch die Produktionsleitung. Die Bauten stammen von Walter Haag. Für den einstigen Stummfilmstar Erna Morena, der seine letzte Filmrolle zehn Jahre zuvor in Harlans berüchtigtem Jud Süß-Film gespielt hatte, bedeutete Unsterbliche Geliebte zugleich die einzige Nachkriegsrolle und letzte Filmrolle überhaupt.

## Politische Proteste
Eigentlich sollte Unsterbliche Geliebte bereits zu Weihnachten 1950 in die bundesdeutschen Kinos gelangen. Es hatte sich jedoch schon frühzeitig massiver Protest gegen die Rückkehr des Jud Süß-Regisseurs Harlan in die deutsche Filmlandschaft formiert. Die sozialistische Jugendbewegung Die Falken forderte ein Aufführungsverbot aller kommenden Harlan-Filme, und Hamburgs Senatsdirektor Erich Lüth, zugleich Vorsitzender des Presseclubs, rief bereits am 20. September 1950 in einer Rede zur Eröffnung der „Woche des deutschen Films“ zum Boykott des anstehenden Harlan-Filmes auf. In einem sich über Jahre hinziehenden Rechtsstreit versuchten die produzierende Hans-Domnick-Filmproduktion und die Verleihfirma Herzog-Film Lüth dazu zu zwingen, seinen als geschäftsschädigend empfundenen Aufruf zurückzunehmen. Erst am 15. Januar 1958 erhielt Lüth vom Bundesverfassungsgericht, das seinen Aufruf durch die Freiheit der Meinungsäußerung gedeckt sah, in letzter Instanz recht (Lüth-Urteil).
Auch in anderen Städten und Regionen regte sich heftiger Protest bestimmter Bevölkerungskreise, Ausschreitungen gab es in den Metropolen – die Hamburger Premiere wurde daraufhin in das nahe gelegene, sehr viel kleinere Ahrensburg verlegt – aber auch in etwas kleineren Großstädten wie Salzburg und in Frankfurt am Main, wo im Februar 1951 die Sozialdemokratische Stadtverordnetenfraktion und die Jüdische Gemeinde in offenen Briefen heftig gegen die Aufführung der Unsterblichen Geliebten protestierten.
Harlans Unsterbliche Geliebte sorgte sogar für scharfe verbale Auseinandersetzungen zwischen einzelnen Presseerzeugnissen. So sprach sich das Fachblatt Film-Echo für die Inszenierung aus, während das Hamburger Echo als Replik am 19. Januar 1951 verkündete: „Zur Ehre der Gesamtheit der deutschen Filmwirtschaft muß nämlich gesagt werden, daß keineswegs alle der ihr Zugehörigen sich vor Begeisterung über Harlans Come back in jene Eiertänze einreihen, die das ‘Film-Echo’ um den Meister der filmisch-antisemitischen Hetzklaviatur zu inszenieren bemüht ist.“

## Kritik
Die Zeit schrieb 1951, Harlan sei ein so „eminent schauspielerischer Regisseur“, in dessen Filmen es zu so verblüffenden Schauspielerleistungen komme, dass das Publikum vergesse, „über Inhalt und Sinn des Films nachzudenken“. Nicht einmal das sei bei der Unsterblichen Geliebten gelungen; die Schauspieler würden unter der „dramaturgischen Blutarmut des Drehbuchs“ leiden. Harlans Worte, „[a]lle wahre Kunst“ habe das Ziel „zu erlösen“, und sein „Spekulieren auf Religiosität“ würden den Film „in bedrohliche Nähe des politischen ‘Falles Harlan’“ bringen.
Der aus dem Exil heimgekehrte Curt Riess spottete über die Regieleistung des einstigen NS-Filmgünstlings, „[f]ern aller Zeitbezogenheit“ versuche Harlan „wieder einmal den deutschen Film zu bereichern.“ Das Lexikon des internationalen Films nannte den Film ein „larmoyantes Seelendrama“ und den Versuch, „mit gewohnten Themen ein Comeback zu erzwingen“. Das große Personenlexikon des Films urteilt, Harlan sei „seiner Vorkriegsthematik schwülstig erzählter, weiblicher Seelenpein treu“ geblieben.
Paimann’s Filmlisten resümierte, die „ewig neue Geschichte“ werde „dramaturgisch routiniert … von eindrucksicheren Schauspielern gestaltet: besonders auf Frauenpublikum beachtlich wirksam.“ Die „Schwermut von Dichtung und Halligen-Landschaft“ habe die Regie „oft in Pathos“ umgewandelt, „von dem sich auch Filmbildner (Rokokozeit) und Komponist nicht freizumachen vermochten.“